# Buenos Aires Football Club
Il Buenos Aires Football Club è stata una società calcistica argentina di Buenos Aires, fondata il 9 maggio 1867. Il Buenos Aires Cricket & Rugby Club, tuttavia, indica quale data di fondazione del Football Club il 9 agosto dello stesso anno. È stato il primo club calcistico d'Argentina.

## Controversie
Sulla sua data di fondazione e sulla sua effettiva partecipazione al campionato argentino del 1891 sussistono alcuni dubbi, dovuti alla discordanza tra le fonti. Ci sono differenti teorie sull'origine del club: una sostiene che si trattava della stessa società fondata nel 1867; un'altra che il Football Club fondato nel 1886 e principalmente impegnato nel rugby possedesse una squadra di calcio, e che fu essa a partecipare al torneo del 1891; un'altra ancora ipotizza che fosse una società creata appositamente per partecipare al campionato del 1891.

## Storia[7]
La squadra di calcio si formò staccandosi dal Buenos Aires Cricket Club, fondato nel 1862; i principali fautori della creazione del club furono i fratelli Thomas e James Hogg, cui si aggiunsero anche immigrati d'origine irlandese. Furono gli stessi Hogg, aiutati dal club, a organizzare il primo incontro di calcio mai giocato in Argentina, tra due squadre di otto elementi, che si distinguevano tramite il colore del cappello: bianchi i giocatori del Buenos Aires F.C., rossi gli avversari. Il Buenos Aires Football Club partecipò al campionato argentino di calcio 1891, la prima competizione calcistica ufficiale a essere giocata in Argentina, nonché la più antica a essere disputata fuori dal Regno Unito. In quel torneo giunse ultimo, quinto su 5 partecipanti. In seguito, il club si dedicò al rugby.